# Wallfahrtskirche der Madonna del Sangue

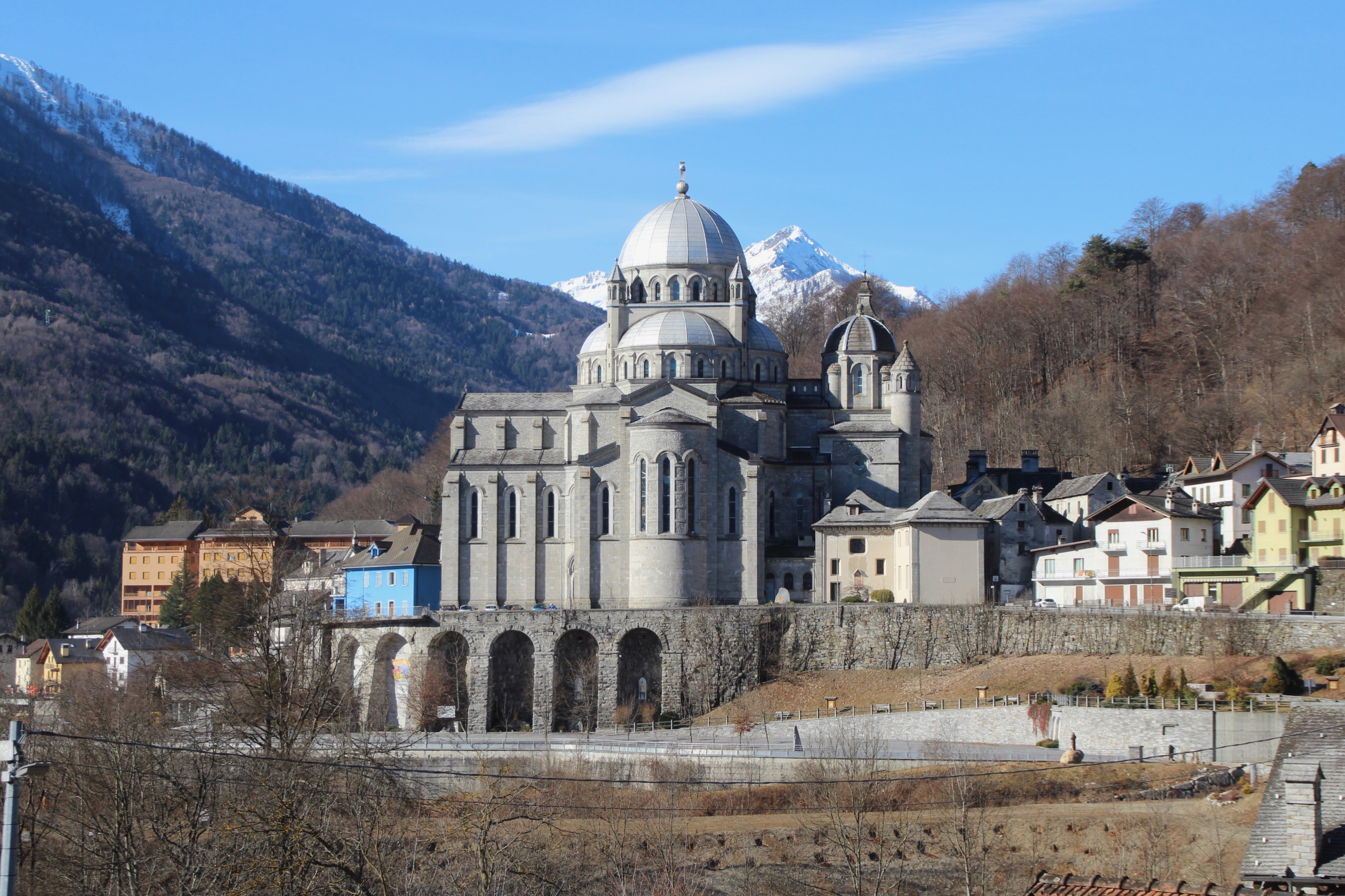
Gesamtansicht der Wallfahrtskirche

Die Wallfahrtskirche der Madonna del Sangue (Basilica della Beata Vergine Maria del Sangue di Re) ist Ziel einer marianischen Wallfahrt im Gebiet der Gemeinde Re im Piemont. Die Kirche erhebt sich neben dem Ort, an dem der Überlieferung zufolge 1494 ein Wunder geschah, als das Fresko einer Maria lactans zu bluten begann, nachdem es von einem Stein getroffen wurde.
Ein ähnlicher Vorfall ereignete sich in Forlì, wo den Chroniken zufolge ein Marienbildnis von einem Dolch durchbohrt wurde und Blut aus der Wunde hervordrang, woraus die Verehrung der Madonna della ferita entstand, deren Bildnis mittlerweile in der Kathedrale Santa Croce ihren Platz gefunden hat. Diese Wallfahrtsstätte ist Ziel verschiedener Pilgerfahrten aus der Umgebung und ein wichtiges Zentrum der Andacht für das Vigezzo-Tal. An dieser Kirche führt die Via del Mercato vorbei, einer der Wege von Coeur – Im Herzen der Wege Europas.

## Geschichte und Beschreibung
Erst viele Jahre nach dem wunderbaren Ereignis wurde 1627 eine erste einschiffige Wallfahrtskirche geweiht, die auf Wunsch des Bischofs von Novara, Carlo Bascapè, errichtet worden war. Die neobyzantinische Basilika, in die die Wallfahrtskirche eingegliedert wurde, wurde 1922 begonnen und am 5. August 1958 geweiht; der Entwurf stammt vom Architekten Edoardo Collamarini aus Bologna, und sie wurde fast vollständig aus Stein von den lokalen Steinmetzen und Handwerkern errichtet. 1958 erhob Papst Pius XII. die Kirche zur Würde einer Basilica minor.

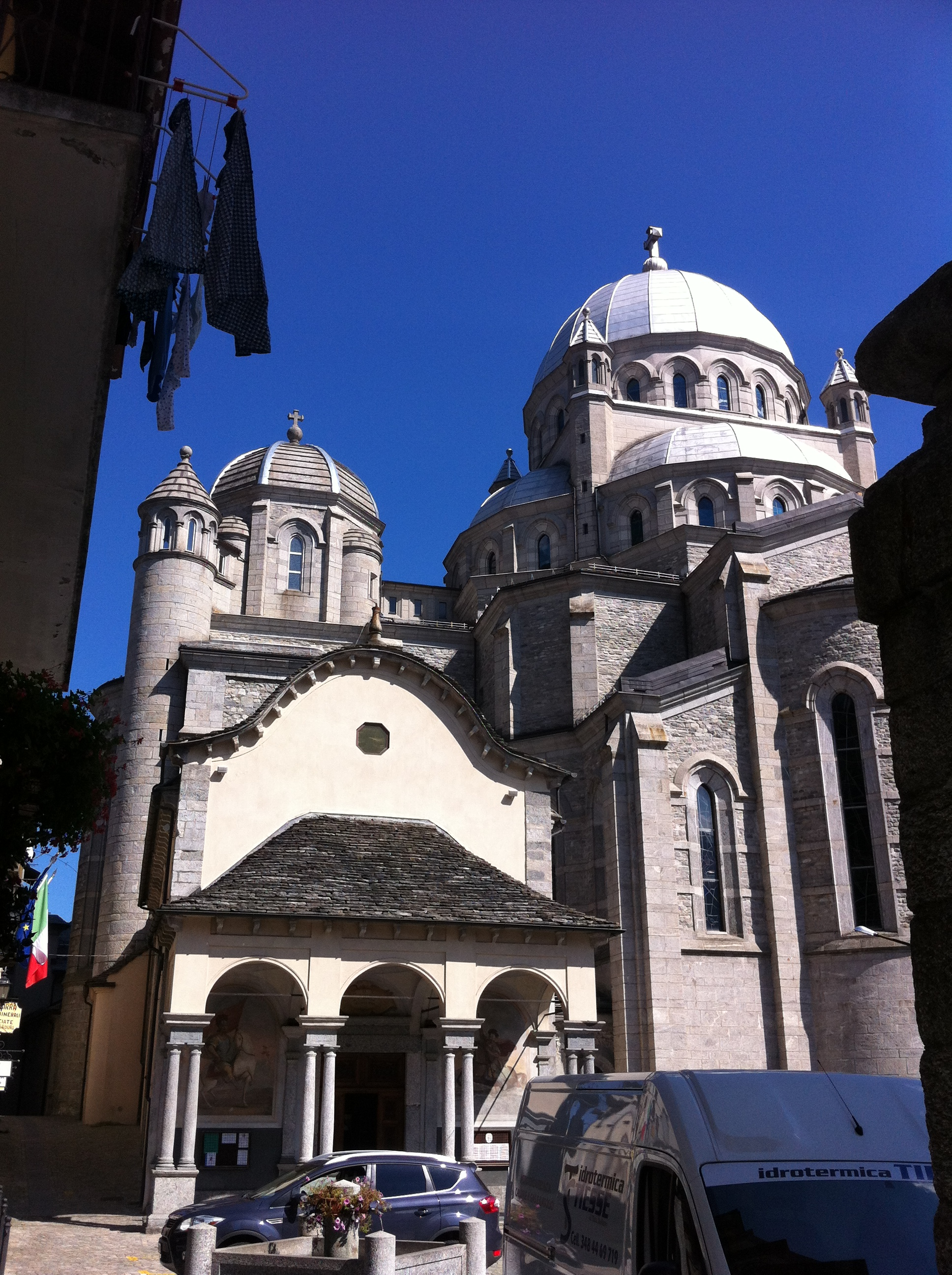
Portikus des älteren Kirchenbaus aus dem 17. Jahrhundert
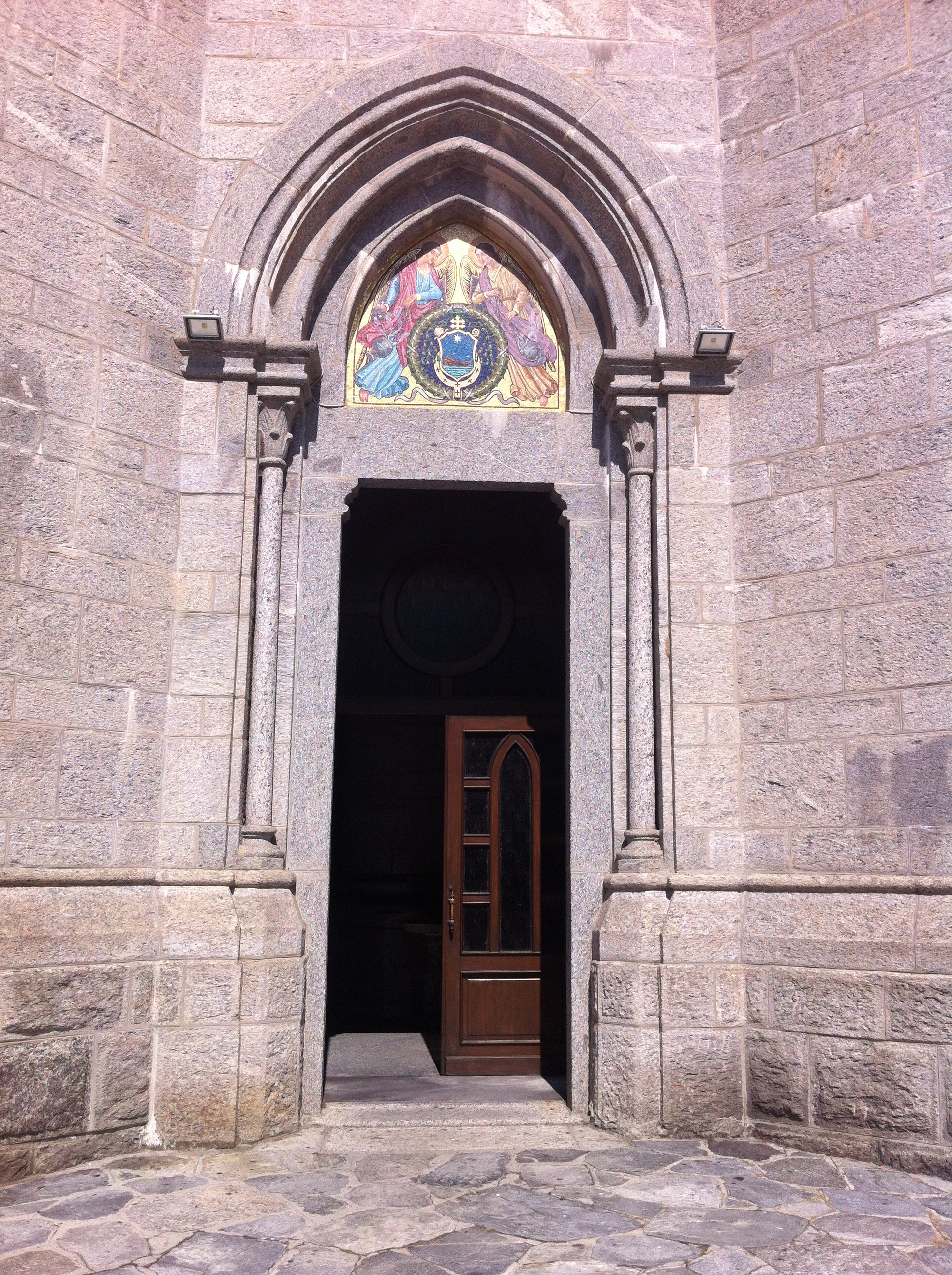
Seitenportal des Neubaus im neogotischen Stil
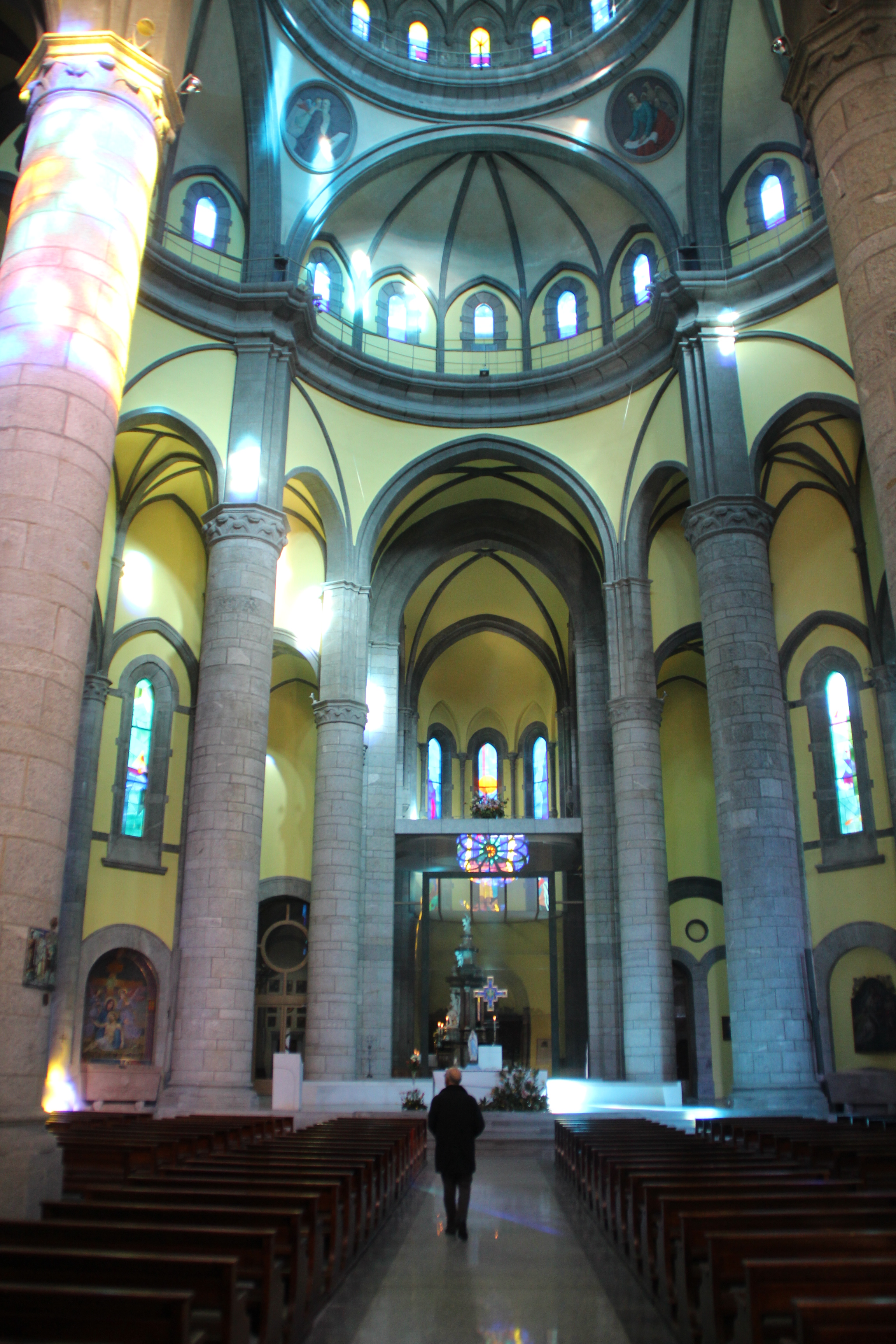
Innenraum
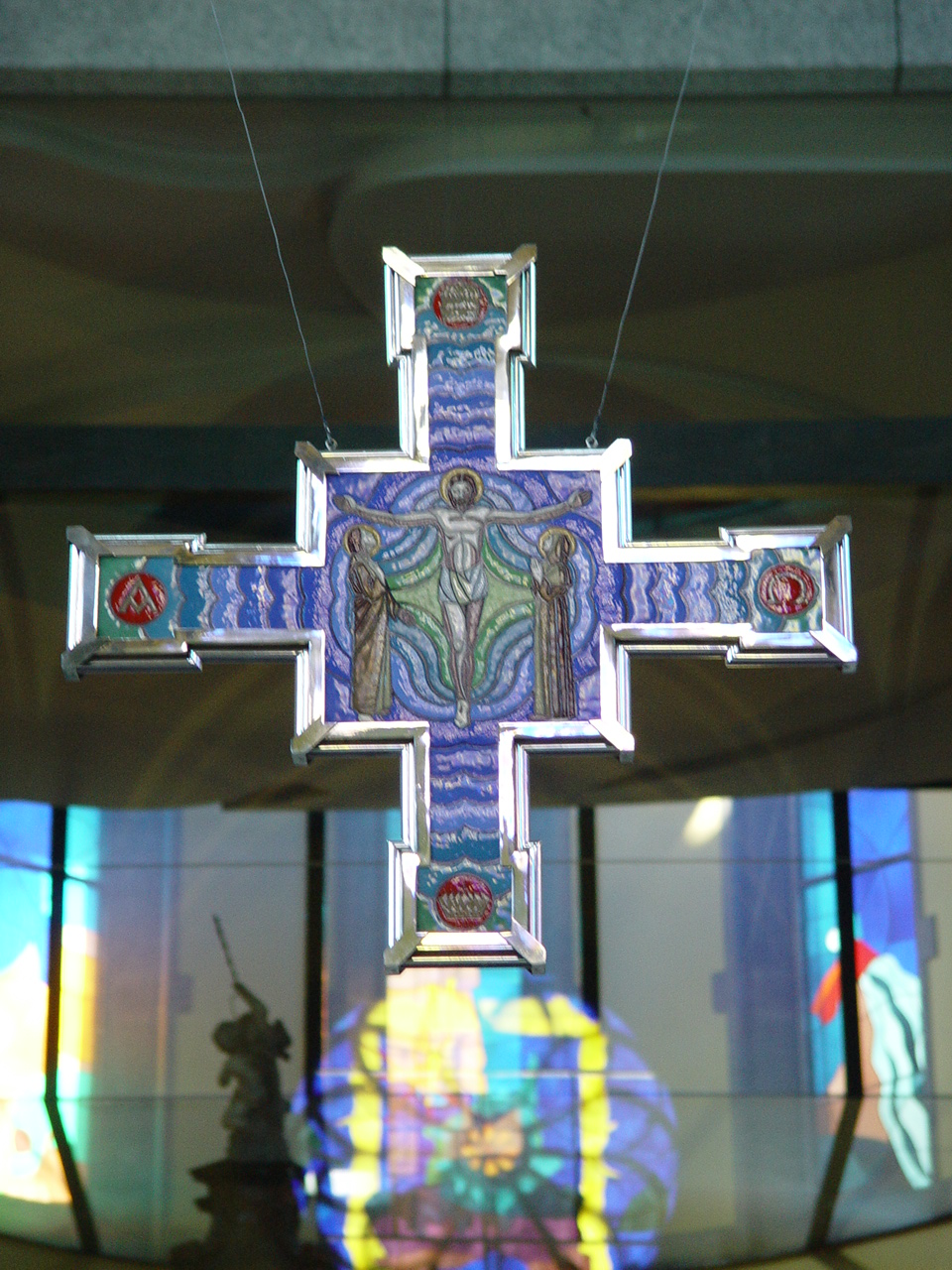
Altarkreuz
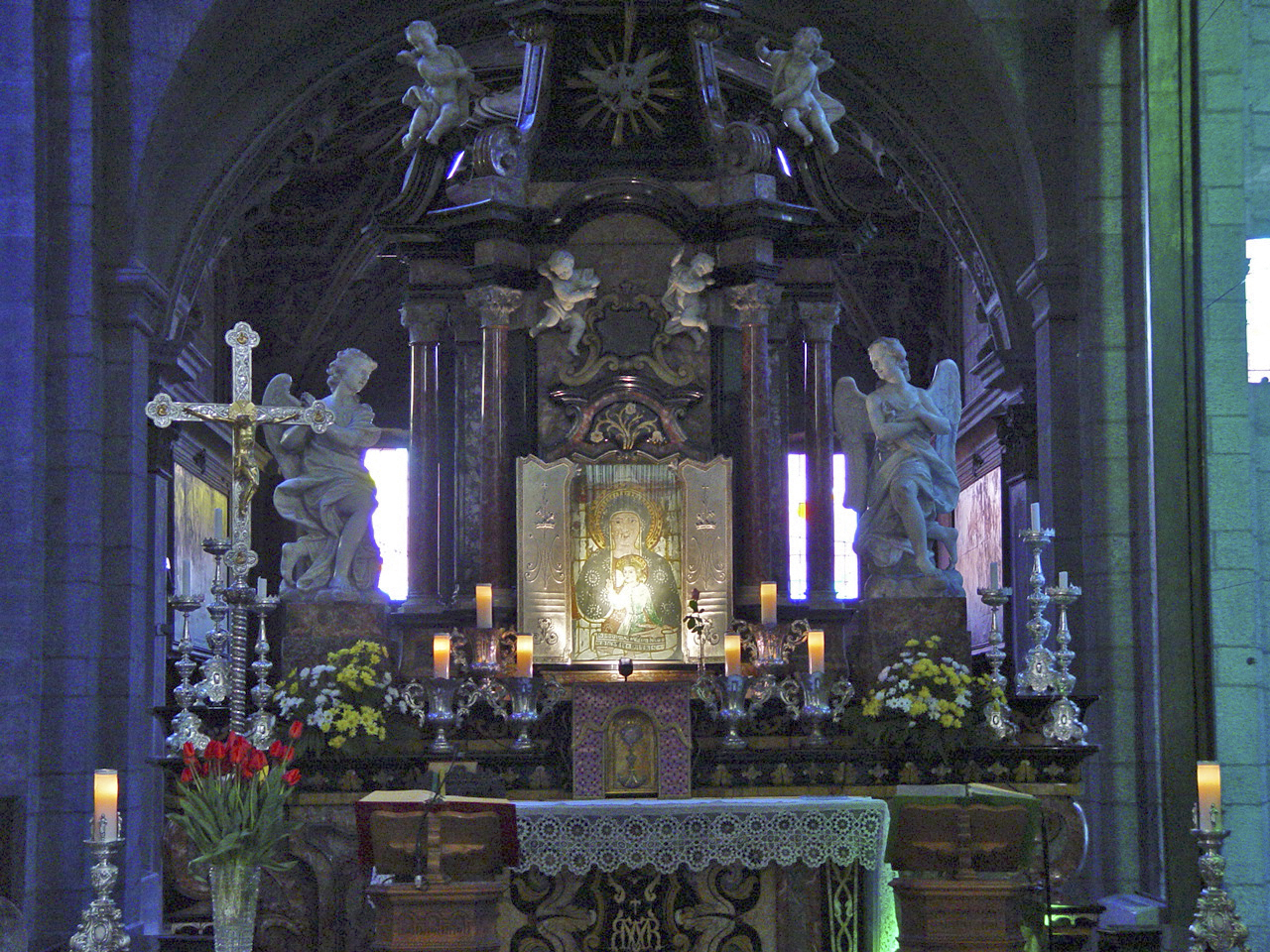
Altar mit dem Madonnenbild
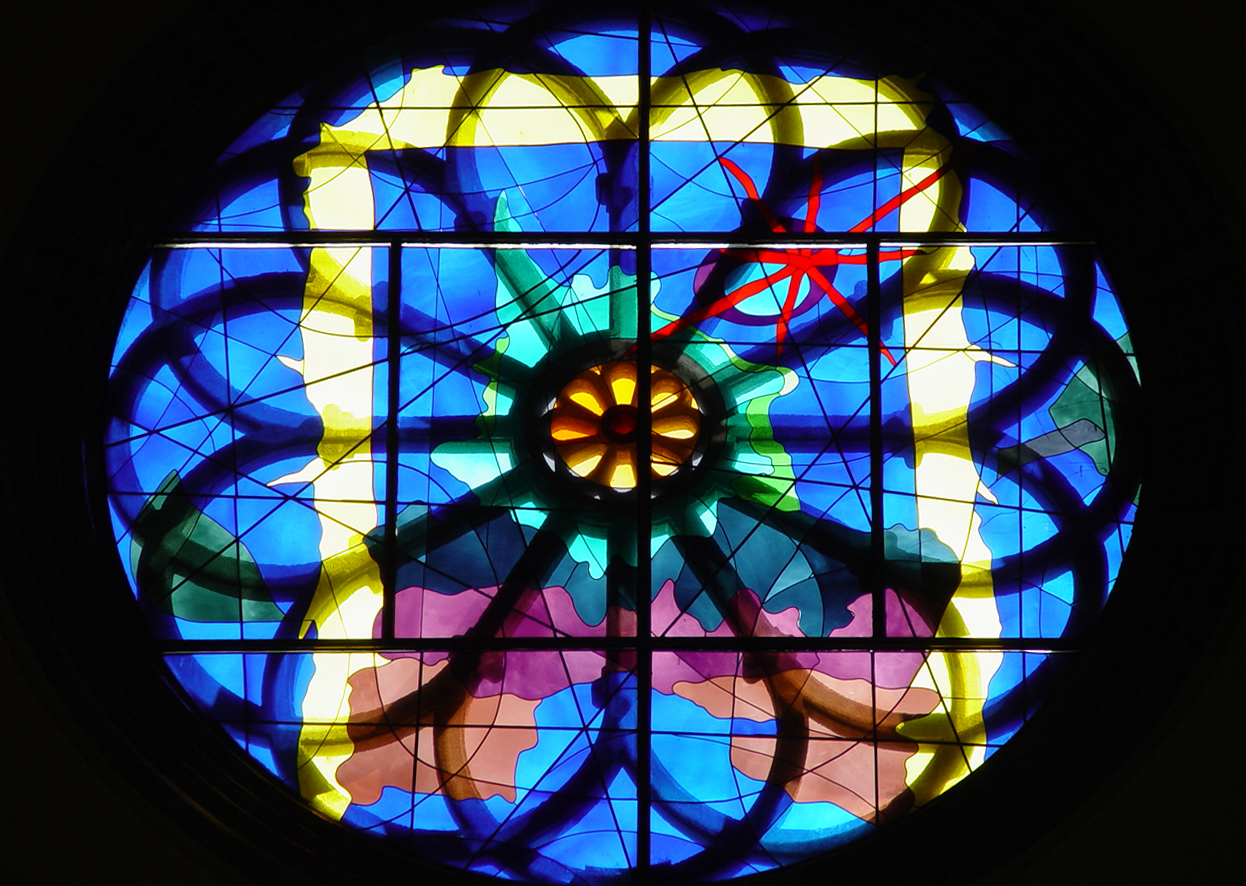
Fenster